# Trügleben
Trügleben è una frazione del comune tedesco di Hörsel, in Turingia.

## Storia
Trügleben costituì un comune autonomo fino al 1º dicembre 2011.